# Grand Prix-wegrace van Duitsland 1965
De Grand Prix-wegrace van Duitsland 1965 was de tweede Grand Prix van het wereldkampioenschap wegrace in het seizoen 1965. De races werden verreden op 24 en 25 april op de Südschleife van de Nürburgring nabij Nürburg. Alle klassen kwamen aan de start. De 250cc-klasse reed op zaterdag, de overige klassen op zondag. Voor de 350cc- en zijspankasse was het de openingswedstrijd van het seizoen.

## 500cc-klasse
In Duitsland werd pijnlijk duidelijk hoe machtig de MV Agusta 500 4C inmiddels geworden was. In de regen reed Mike Hailwood de ene na de andere recordronde en hij won vóór Giacomo Agostini, die in de 500cc-klasse debuteerde. Walter Scheimann werd derde op een ronde achterstand.

### Uitslag 500cc-klasse
| Pos | Coureur                | Merk      | Tijd      | Pnt |
| --- | ---------------------- | --------- | --------- | --- |
| 1   | Mike Hailwood          | MV Agusta | 1:27"08'0 | 8   |
| 2   | Giacomo Agostini       | MV Agusta | +1"39'6   | 6   |
| 3   | Walter Scheimann       | Norton    | +1 ronde  | 4   |
| 4   | Jack Findlay           | Matchless | +2 ronden | 3   |
| 5   | Eduard Lenz            | Matchless | +2 ronden | 2   |
| 6   | Billie Nelson          | Norton    | +2 ronden | 1   |
| 7   | Lewis Young            | Matchless |           |     |
| 8   | Hans-Jürgen Melcher    | Norton    |           |     |
| 9   | Hans-Otto Butenuth     | BMW       |           |     |
| 10  | Hans Schmidt           | BMW       |           |     |
| 11  | Manfred Gäckle         | Norton    |           |     |
| 12  | Bernhard Bockelmann    | Norton    |           |     |
| 13  | Siegfried Springenberg | Horex     |           |     |
| 14  | Ernst Weiss            | Norton    |           |     |
| 15  | Hans Föhr              | Matchless |           |     |

### Niet gefinisht
| Coureur           | Merk      | Oorzaak |
| ----------------- | --------- | ------- |
| Jack Ahearn       | Norton    |         |
| Oliver Howe       | Norton    |         |
| Gyula Marsovszky  | Matchless |         |
| Albert Häring     | Norton    |         |
| Hartmut Allner    | BMW       |         |
| Heiner Butz       | Norton    |         |
| Horst Seidl       | Norton    |         |
| Karl-Heinz Ewing  | Norton    |         |
| Klaus Enders      | Norton    |         |
| Lothar John       | Norton    |         |
| Manfred Zeller    | Matchless |         |
| Rolf Thiemig      | Norton    |         |
| Dan Shorey        | Norton    |         |
| Derek Lee         | Matchless |         |
| Maurice Hawthorne | Norton    |         |
| Bert Oosterhuis   | Norton    |         |
| Graham Dickson    | Norton    |         |
| Endel Kiisa       | Vostok    |         |
| Anthony Woodman   | Matchless |         |
| Abbey de Kock     | Norton    |         |
| Ian Burne         | Norton    |         |
| Paddy Driver      | Matchless |         |

### Niet deelgenomen
| Coureur            | Merk       | Oorzaak |
| ------------------ | ---------- | ------- |
| David Lloyd        | Norton     | [ 1 ]   |
| Kenneth King       | Norton     | [ 1 ]   |
| Mike Duff          | Matchless  | [ 2 ]   |
| Roger Beaumont     | Norton     | [ 1 ]   |
| František Šťastný  | Jawa       |         |
| Jouko Ryhänen      | Matchless  |         |
| Billy McCosh       | Matchless  |         |
| Chris Conn         | Norton     |         |
| Derek Minter       | Norton     |         |
| Dick Creith        | Norton     | [ 3 ]   |
| Fred Stevens       | Matchless  |         |
| Joe Dunphy         | Norton     |         |
| John Cooper        | Norton     |         |
| Rob Fitton         | Norton     |         |
| Selwyn Griffiths   | Matchless  | [ 2 ]   |
| Giuseppe Mandolini | Moto Guzzi | [ 4 ]   |
| Buddy Parriott     | Norton     | [ 1 ]   |
| Ed LaBelle         | Norton     | [ 1 ]   |

### Top tien tussenstand 500cc-klasse
| Pos | Coureur          | Merk               | Pnt |
| --- | ---------------- | ------------------ | --- |
| 1   | Mike Hailwood    | MV Agusta          | 16  |
| 2   | Giacomo Agostini | MV Agusta          | 6   |
| 2   | Buddy Parriott   | Norton             | 6   |
| 4   | Roger Beaumont   | Norton             | 4   |
| 4   | Walter Scheimann | Norton             | 4   |
| 6   | Jack Findlay     | McIntyre-Matchless | 3   |
| 6   | Kenneth King     | Norton             | 3   |
| 8   | Ed LaBelle       | Norton             | 2   |
| 8   | Eduard Lenz      | Norton             | 2   |
| 10  | David Lloyd      | Norton             | 1   |
| 10  | Billie Nelson    | Norton             | 1   |

## 350cc-klasse
Bij de eerste 350cc-race van 1965 op de Nürburgring sloeg Giacomo Agostini met zijn nieuwe driecilinder MV Agusta meteen toe: Hij won vóór zijn teamgenoot Mike Hailwood en Gustav Havel met een Jawa, terwijl Jim Redman (Honda) bij zijn achtervolging in de regen onderuit ging en een sleutelbeen brak.
| Pos | Coureur          | Merk      | Tijd | Pnt |
| --- | ---------------- | --------- | ---- | --- |
| 1   | Giacomo Agostini | MV Agusta |      | 8   |
| 2   | Mike Hailwood    | MV Agusta |      | 6   |
| 3   | Gustav Havel     | Jawa      |      | 4   |
| 4   | Renzo Pasolini   | Aermacchi |      | 3   |
| 5   | Endel Kiisa      | Vostok    |      | 2   |
| 6   | Paddy Driver     | AJS       |      | 1   |

| Coureur     | Merk  | Oorzaak  |
| ----------- | ----- | -------- |
| Bruce Beale | Honda | Blessure |

| Coureur    | Merk  | Oorzaak |
| ---------- | ----- | ------- |
| Jim Redman | Honda | Val     |

| Coureur             | Merk      |
| ------------------- | --------- |
| František Boček     | Jawa      |
| František Šťastný   | Jawa      |
| Chris Conn          | Norton    |
| Dan Shorey          | Norton    |
| Derek Woodman       | AJS       |
| Griff Jenkins       | Norton    |
| Phil Read           | Yamaha    |
| Gilberto Milani     | Aermacchi |
| Tarquinio Provini   | Benelli   |
| Nikolaj Sevast'ânov | Vostok    |
| Eric Hinton         | Norton    |
| Bill Smith          | AJS       |
| John Cooper         | Norton    |
| Lewis Young         | AJS       |
| Silvio Grassetti    | Bianchi   |
| Isamu Kasuya        | Honda     |
| Isao Yamashita      | Honda     |
| Agne Carlsson       | AJS       |

### Top zes tussenstand 350cc-klasse
Conform wedstrijduitslag

## 250cc-klasse
Ook in Duitsland kon Honda geen vuist maken tegen Read en Mike Duff met hun Yamaha's. Redman had op zaterdag een sleutelbeen gebroken na een val in de 350cc-race en kon op zondag niet starten en Bruce Beale was al in de trainingen gevallen. Alan Shepherd had zijn carrière beëindigd en dus waren er geen fabrieksrijders meer over om in de 250cc-race te starten. Phil Read en Mike Duff reden nog met de tweecilinder Yamaha RD 56 en werden onbedreigd eerste en tweede, met Ramón Torras (Bultaco) op de derde plaats. Ook Benelli verspeelde hier feitelijk punten want hun eerste man Tarquinio Provini kwam niet naar Duitsland.
| Pos | Coureur           | Merk      | Tijd     | Pnt |
| --- | ----------------- | --------- | -------- | --- |
| 1   | Phil Read         | Yamaha    | 48"16'4  | 8   |
| 2   | Mike Duff         | Yamaha    | +0'9     | 6   |
| 3   | Ramón Torras      | Bultaco   | +1'26'7  | 4   |
| 4   | Giuseppe Visenzi  | Aermacchi | +1 ronde | 3   |
| 5   | Günter Beer       | Bultaco   | +1 ronde | 2   |
| 6   | Gilberto Milani   | Aermacchi | +1 ronde | 1   |
| 7   | Gerhard Thurow    | Adler     | +1 ronde |     |
| 8   | Graham Dickson    | Bultaco   | +1 ronde |     |
| 9   | Siegfried Lohmann | Yamaha    | +1 ronde |     |
| 10  | Horst Seidl       | Bultaco   | +1 ronde |     |

| Coureur     | Merk  | Oorzaak  |
| ----------- | ----- | -------- |
| Bruce Beale | Honda | Blessure |
| Jim Redman  | Honda | Blessure |

| Coureur           | Merk    | Oorzaak    |
| ----------------- | ------- | ---------- |
| Mike Hailwood     | Honda   | [ 9 ]      |
| Tarquinio Provini | Benelli | Teambeleid |
| Remo Venturi      | Benelli | Teambeleid |
| John Buckner      | Yamaha  | [ 1 ]      |

| Coureur             | Merk      |
| ------------------- | --------- |
| Barry Smith         | Bultaco   |
| Frank Perris        | Suzuki    |
| František Šťastný   | Jawa      |
| Heinz Rosner        | MZ        |
| José Maria Busquets | Montesa   |
| Jean-Claude Guénard | Bultaco   |
| Derek Woodman       | MZ        |
| Ralph Bryans        | Honda     |
| Silvio Grassetti    | Morini    |
| Isamu Kasuya        | Honda     |
| Yoshimi Katayama    | Suzuki    |
| Ginger Molloy       | Bultaco   |
| Kevin Cass          | Cotton    |
| Alain Barbaroux     | Aermacchi |
| Bill Ivy            | Yamaha    |
| Bob Coulter         | Bultaco   |
| David Williams      | Mondial   |
| Rex Avery           | Bultaco   |
| Alberto Pagani      | Aermacchi |
| Gosuke Yamashita    | Honda     |
| Hiroshi Hasegawa    | Yamaha    |

### Top tien tussenstand 250cc-klasse
| Pos | Coureur             | Merk      | Pnt |
| --- | ------------------- | --------- | --- |
| 1   | Phil Read           | Yamaha    | 16  |
| 2   | Mike Duff           | Yamaha    | 12  |
| 3   | Silvio Grassetti    | Morini    | 4   |
| 3   | Ramón Torras        | Bultaco   | 4   |
| 5   | Frank Perris        | Suzuki    | 3   |
| 5   | Giuseppe Visenzi    | Aermacchi | 3   |
| 7   | Günter Beer         | Honda     | 2   |
| 7   | José Maria Busquets | Montesa   | 2   |
| 9   | John Buckner        | Yamaha    | 1   |
| 9   | Gilberto Milani     | Aermacchi | 1   |

## 125cc-klasse
In Duitsland verscheen Honda wel aan de start, maar het werd pijnlijk duidelijk dat de 2RC 146 viercilinder al niet meer goed genoeg was: zowel Luigi Taveri als Ralph Bryans vielen al vroeg in de wedstrijd uit. Hugh Anderson won ook hier. Aanvankelijk lag Ernst Degner tweede, maar hij viel door ontstekingsproblemen terug naar de vierde plaats. Daardoor werd Frank Perris tweede vóór de Spanjaard Ramón Torras met een Bultaco.
| Pos | Coureur          | Merk     | Tijd    | Pnt |
| --- | ---------------- | -------- | ------- | --- |
| 1   | Hugh Anderson    | Suzuki   | 48"01'7 | 8   |
| 2   | Frank Perris     | Suzuki   | +55'6   | 6   |
| 3   | Ramón Torras     | Bultaco  | +2"22'1 | 4   |
| 4   | Ernst Degner     | Suzuki   | +3"13'7 | 3   |
| 5   | Derek Woodman    | MZ       | +3"26'5 | 2   |
| 6   | Walter Scheimann | Kreidler | +3"36'8 | 1   |
| 7   | Giuseppe Visenzi | Honda    |         |     |
| 8   | Peter Eser       | Honda    |         |     |

| Coureur     | Merk  | Oorzaak  |
| ----------- | ----- | -------- |
| Bruce Beale | Honda | Blessure |

| Coureur      | Merk  | Oorzaak |
| ------------ | ----- | ------- |
| Luigi Taveri | Honda |         |
| Ralph Bryans | Honda |         |

| Coureur             | Merk    | Oorzaak    |
| ------------------- | ------- | ---------- |
| Mike Duff           | Yamaha  | Teambeleid |
| Bill Ivy            | Yamaha  | Teambeleid |
| Phil Read           | Yamaha  | Teambeleid |
| Bo Gehring          | Bultaco | [ 1 ]      |
| Jeff Tate           | Honda   | [ 1 ]      |
| Rick Schell         | Honda   | [ 1 ]      |
| Hironori Matsushima | Yamaha  | Teambeleid |

| Coureur              | Merk        |
| -------------------- | ----------- |
| Jochen Leitert       | MZ          |
| Klaus Enderlein      | MZ          |
| Roland Rentzsch      | MZ          |
| Yoshimi Katayama     | Suzuki      |
| Arthur Fegbli        | Honda       |
| František Boček      | ČZ          |
| Dieter Krumpholz     | MZ          |
| Heinz Rosner         | MZ          |
| Jürgen Lenk          | MZ          |
| Hans Georg Anscheidt | MZ-Kreidler |
| Tommy Robb           | Bultaco     |
| Bruno Spaggiari      | Ducati      |
| Yasuharu Yuzawa      | Honda       |
| Ginger Molloy        | Bultaco     |

### Top negen tussenstand 125cc-klasse
| Pos | Coureur          | Merk    | Pnt |
| --- | ---------------- | ------- | --- |
| 1   | Hugh Anderson    | Suzuki  | 16  |
| 2   | Frank Perris     | Suzuki  | 10  |
| 3   | Ernst Degner     | Suzuki  | 9   |
| 4   | Ramón Torras     | Bultaco | 4   |
| 5   | Rick Schell      | Honda   | 3   |
| 6   | Jeff Tate        | Honda   | 2   |
| 6   | Derek Woodman    | MZ      | 2   |
| 8   | Bo Gehring       | Bultaco | 1   |
| 8   | Walter Scheimann | Honda   | 1   |

Negen coureurs hadden punten gescoord.

## 50cc-klasse
In Duitsland kwam Honda wel aan de start. Opmerkelijk was dat zowel Suzuki als Kreidler niet echt partij konden geven, maar een jonge Spaanse coureur met een Derbi wel: Ángel Nieto verdrong, nadat zijn teamgenoot José Maria Busquets was uitgevallen, Ralph Bryans zelfs even van de koppositie. Uiteindelijk werd hij vijfde, nog vóór Hans Georg Anscheidt met zijn Kreidler. Ralph Bryans en Luigi Taveri werden met hun Honda's eerste en tweede en pas daarna kwamen de Suzuki's van Hugh Anderson en Mitsuo Itoh.
| Pos | Coureur              | Merk     | Tijd    | Pnt |
| --- | -------------------- | -------- | ------- | --- |
| 1   | Ralph Bryans         | Honda    | 51"06'8 | 8   |
| 2   | Luigi Taveri         | Honda    | +17'8   | 6   |
| 3   | Hugh Anderson        | Suzuki   | +18'6   | 4   |
| 4   | Mitsuo Itoh          | Suzuki   |         | 3   |
| 5   | Ángel Nieto          | Derbi    |         | 2   |
| 6   | Hans Georg Anscheidt | Kreidler |         | 1   |

| Coureur             | Merk  | Oorzaak |
| ------------------- | ----- | ------- |
| José Maria Busquets | Derbi |         |

| Coureur          | Merk     |
| ---------------- | -------- |
| Ernst Degner     | Suzuki   |
| Jacques Roca     | Derbi    |
| Haruo Koshino    | Suzuki   |
| Michio Ichino    | Suzuki   |
| Cees van Dongen  | Kreidler |
| Gastón Biscia    | Suzuki   |
| Barry Smith      | Derbi    |
| Charlie Mates    | Honda    |
| Ian Plumridge    | Derbi    |
| Leslie Griffiths | Honda    |
| Akira Itoh       | Honda    |

### Top tien tussenstand 50cc-klasse
| Pos | Coureur              | Merk              | Pnt |
| --- | -------------------- | ----------------- | --- |
| 1   | Hugh Anderson        | Suzuki            | 10  |
| 2   | Ralph Bryans         | Honda             | 8   |
| 2   | Ernst Degner         | Suzuki            | 8   |
| 4   | Luigi Taveri         | Honda             | 6   |
| 5   | Michio Ichino        | Suzuki            | 4   |
| 6   | Mitsuo Itoh          | Suzuki            | 3   |
| 6   | Haruo Koshino        | Suzuki            | 3   |
| 8   | Ángel Nieto          | Derbi             | 2   |
| 8   | Jacques Roca         | Derbi             | 2   |
| 10  | Hans Georg Anscheidt | Kreidler / Suzuki | 1   |
| 10  | Gastón Biscia        | Suzuki            | 1   |

## Zijspanklasse
De openingsrace van de zijspanklasse werd verreden op de Nürburgring in ijzig koude en natte omstandigheden. Daardoor waren er veel uitvallers, waaronder ook veel prominenten. Fritz Scheidegger/John Robinson wonnen de race, maar op de tweede plaats eindigde een (nog) onbekende coureur, Siegfried Schauzu met een simpele stoterstangen-BMW, waarschijnlijk een R 50/2. Arsenius Butscher en Wolfgang Kalauch werden derde.
| Pos | Coureur           | Bakkenist        | Merk      | Tijd    | Pnt |
| --- | ----------------- | ---------------- | --------- | ------- | --- |
| 1   | Fritz Scheidegger | John Robinson    | BMW       | 53"27'5 | 8   |
| 2   | Siegfried Schauzu | Horst Schneider  | BMW       | +35'4   | 6   |
| 3   | Arsenius Butscher | Wolfgang Kalauch | BMW       | +41'2   | 4   |
| 4   | August Wolf       | Lothar Ronsdorf  | BMW       |         | 3   |
| 5   | Fred Huber        | Josef Huber      | BMW       |         | 2   |
| 6   | Trevor Davies     | John Gauge       | Matchless |         | 1   |

| Coureur               | Bakkenist       | Merk   |
| --------------------- | --------------- | ------ |
| Barry Thompson        | Richard Bradley | BMW    |
| Florian Camathias     | Franz Ducret    | BMW    |
| Georg Auerbacher      | Peter Rykers    | BMW    |
| Heinz Luthringshauser | Hermann Hahn    | BMW    |
| Max Deubel            | Emil Hörner     | BMW    |
| Otto Kölle            | Heinz Marquardt | BMW    |
| Chris Vincent         | Terry Harrison  | BMW    |
| Colin Seeley          | Wally Rawlings  | BMW    |
| Pip Harris            | Ray Campbell    | BMW    |
| Charlie Freeman       | Billie Nelson   | Norton |
| Giuseppe Dal-Toe      | Aldo Ramoli     | BMW    |

### Top zes tussenstand zijspanklasse
Conform wedstrijduitslag
1925 · 1926 · 1927 · 1928 · 1929 · 1930 · 1931 · 1933 · 1934 · 1935 · 1936 · 1937 · 1938 · 1939 · 1949 · 1950 · 1951 · 1952 · 1953 · 1954 · 1955 · 1956 · 1957 · 1958 · 1959 · 1960 · 1961 · 1962 · 1963 · 1964 · 1965 · 1966 · 1967 · 1968 · 1969 · 1970 · 1971 · 1972 · 1973 · 1974 · 1975 · 1976 · 1977 · 1978 · 1979 · 1980 · 1981 · 1982 · 1983 · 1984 · 1985 · 1986 · 1987 · 1988 · 1989 · 1990 · 1991 · 1992 · 1993 · 1994 · 1995 · 1996 · 1997 · 1998 · 1999 · 2000 · 2001 · 2002 · 2003 · 2004 · 2005 · 2006 · 2007 · 2008 · 2009 · 2010 · 2011 · 2012 · 2013 · 2014 · 2015 · 2016 · 2017 · 2018 · 2019 · 2021 · 2022 · 2023 · 2024 · 2025